# Шивлі (Кентуккі)
Шивлі (англ. Shively) — місто (англ. city) в США, в окрузі Джефферсон штату Кентуккі. Населення — 15 636 осіб (2020).

## Географія
Шивлі розташоване за координатами 38°11′56″ пн. ш. 85°48′50″ зх. д. / 38.19889° пн. ш. 85.81389° зх. д. (38.198839, -85.813916).  За даними Бюро перепису населення США в 2010 році місто мало площу 11,86 км², з яких 11,84 км² — суходіл та 0,02 км² — водойми.

## Демографія
Згідно з переписом 2010 року, у місті мешкали 15 264 особи в 6404 домогосподарствах у складі 3900 родин. Густота населення становила 1287 осіб/км².  Було 6927 помешкань (584/км²).
Расовий склад населення:
| - 48,6 % — чорних або афроамериканців - 45,9 % — білих - 0,7 % — азіатів - 0,2 % — корінних американців - 0,1 % — вихідців з тихоокеанських островів - 1,9 % — осіб інших рас |

До двох чи більше рас належало 2,6 %. Частка іспаномовних становила 3,5 % від усіх жителів.
За віковим діапазоном населення розподілялося таким чином: 23,8 % — особи молодші 18 років, 60,5 % — особи у віці 18—64 років, 15,7 % — особи у віці 65 років та старші. Медіана віку мешканця становила 40,1 року. На 100 осіб жіночої статі у місті припадало 86,2 чоловіків;  на 100 жінок у віці від 18 років та старших — 80,0 чоловіків також старших 18 років.
Середній дохід на одне домашнє господарство  становив 43 823 долари США (медіана — 34 201), а середній дохід на одну сім'ю — 52 568 доларів (медіана — 42 236). Медіана доходів становила 34 324 долари для чоловіків та 35 153 долари для жінок. За межею бідності перебувало 23,8 % осіб, у тому числі 40,9 % дітей у віці до 18 років та 9,6 % осіб у віці 65 років та старших.
Цивільне працевлаштоване населення становило 6897 осіб. Основні галузі зайнятості: освіта, охорона здоров'я та соціальна допомога — 18,8 %, виробництво — 14,5 %, фінанси, страхування та нерухомість — 12,2 %, роздрібна торгівля — 11,1 %.